# Várzea da Palma
Várzea da Palma é um município brasileiro do estado de Minas Gerais. Sua população recenseada em 2022 era de 33 744 habitantes.
Está no Alto São Francisco, com a sede a 515 metros de altitude. É uma cidade muito acolhedora, tem como fonte de renda a agropecuária, metalúrgicas, comércios e indústrias. E também tem festa como o Forró da Palma, considerada a festa mais tradicional do mês de julho no estado de Minas Gerais.
Várzea da Palma encontra-se inserida na área de jurisdição da ADENE — extinta SUDENE. É o terceiro maior polo industrial e econômico do Norte de Minas. 
Fonte: IBGE

## História
Em meados do século XIX nas  margens do Rio das Velhas, surgia um lugarejo com nome de ‘‘Porto da Palma’’, neste local tinha uma balsa que fazia a travessia dos tropeiros que vinham de Curvelo (MG) em direção a Montes Claros/MG. O nome ‘‘Porto da Palma’’ foi dado devido ao relevo plano e com inúmeras palmeiras, enorme variedade de espécies de pinhas e samambaias. Com a chegada da Estrada de Ferro em direção a cidade de Pirapora/MG, no início do século XX, houve um problema com a construção da estação em Porto da Palma, e em decorrência desse empecilho resolveram mudar o local da estação para uma planície ao lado da estrada dos tropeiros que seguiam à Goiás, onde hoje ainda existe o prédio da Estação. A inauguração da Estrada de Ferro Central do Brasil aconteceu no dia 1º de fevereiro de 1910. Tal ato impulsionou a migração dos moradores de Porto da Palma para o local e assim formou-se a Vila que atendeu durante 2 anos pelo nome de Vargem das Palmas. Em 1928 já com o surgimento dos primeiros veículos, foi necessário a construção da ponte sobre o Rio das Velhas. Ela foi edificada com cimento da Inglaterra, que veio em barricas de madeira. Com a construção da ponte foi desativada a Balsa de Porto da Palma e o lugar passou a ser chamado de Palma Velha.

### Formação administrativa
Em 27 de dezembro de 1948, o lugarejo foi elevado à condição de Distrito de Pirapora pela Lei nº 336.  Pelo Decreto-lei nº 1.039, Várzea da Palma foi elevada à condição de cidade. O ato foi decretado pelo Governador do Estado de Minas Gerais, em 12 de dezembro de 1953. O nome de Várzea da Palma foi dado devido às planícies, às vargens e palmeiras nativas que haviam no local. O município possui um distrito chamado Barra do Guaicuí, onde tem como atração a Igreja de Pedra da Barra do Guaicuí, Monumento histórico em ruínas do século XVIII, à margem do rio das Velhas. Com uma imponente árvore subindo por suas paredes, a igreja ficou com sua construção incompleta por razões desconhecidas. Na cultura popular, o corpo do bandeirante Fernão Dias Paes estaria enterrado ao lado dessa igreja. Mas, na realidade, os restos mortais do bandeirante e de sua esposa Maria Garcia Betim foram transladados, em 1922, para a abadia do Mosteiro de São Bento, em São Paulo,  cuja construção ele financiou ainda no século XVII, e estão sepultados em frente ao altar-mor. Um disco de bronze marca o local de descanso eterno do Governador das Esmeraldas, patente obtida por Fernão Dias quando partiu em busca das pedras verdes, e de sua esposa.

## Geografia
Pelo município passava o antigo Caminho da Bahia, que unia Salvador às Minas Gerais no século XVIII.

### Relevo
O relevo de Várzea da Palma é composto por 30% de área plana, 60% de área ondulada e 10% de área montanhosa, onde na parte norte e sul, ocorrem planícies e a leste e oeste ocorrem serras.

### Vegetação
No município, as áreas de vegetação natural e/ou nativa são compostas predominantemente pelo Cerrado, onde encontra em sua grande maioria, nas áreas planas formações savânicas, com presença de Cerradão em áreas de vale e pequenas porções de matas de galeria no entorno das matas ciliares.

### Hidrografia
A hidrografia é composta por três rios, o São Francisco, Rio das Velhas e Rio Jequitaí, integrantes da Bacia do Ato Médio São Francisco, e ainda vários ribeirões, como: Corrente, Bananal, Pedras Grandes e o Lontra, Pedras da Brígida, do Vinho, lagoas do Peri-Peri, Olaria, áreas alagadiças e açudes, como o Açude Lucas Miranda em Buritis das Mulatas além de outros pequenos cursos d’água, como riachos e nascentes.

### Clima
Em Várzea da Palma, a estação com precipitação é quente, abafada e de céu encoberto; a estação seca é morna e de céu quase sem nuvens. Ao longo do ano, em geral a temperatura varia de 15 °C a 32 °C e raramente é inferior a 12 °C ou superior a 36 °C. Predomina na região o clima tropical semi-úmido, com chuvas concentradas no verão, e cobertura vegetal original de cerrado e caatinga. Segundo a classificação de Köppen,Classificação climática de Köppen-Geiger a região apresenta clima tropical chuvoso (Awa), com temperatura média do mês mais frio acima de 18 °C, temperatura média do mês mais quente maior que 22 °C, época mais seca coincidindo com o inverno e com pelo menos um mês com precipitação total média inferior a 60mm. Baseado no índice de turismo, a melhor época do ano para visitar Várzea da Palma e realizar atividades de clima quente é do meio de maio ao início de setembro.
A estação quente permanece por 1,9 mês, de 3 de setembro a 31 de outubro, com temperatura máxima média diária acima de 31 °C. O dia mais quente do ano é 1 de outubro, cuja temperatura máxima média é de 32 °C e a mínima média é de 21 °C. A estação fresca permanece por 2,5 meses, de 13 de maio a 29 de julho, com temperatura máxima diária em média abaixo de 29 °C. O dia mais frio do ano é 4 de julho, com média de 15 °C para a temperatura mínima e 28 °C para a máxima.

## Economia
De acordo com a Câmara Municipal de Várzea da Palma, o município tem arrecadação anual de 44 milhões de reais com o Fundo de participação do Município (FPM) e ICMS. A estimativa de produção anual para o setor primário é de 13 milhões de reais; 163 milhões para o secundário; e 7 milhões para o terciário.

### Indústrias
- Rima Industrial S/A - http://www.rima.com.br/
- Sada Siderurgia | Grupo Sada - https://www.sadasiderurgia.com.br/
- Rotavi Industrial LTDA - https://www.rotavi.com.br/
- ETEMAN MANUTENÇÃO INDUSTRIAL LTDA - http://www.eteman.com.br/

## Demografia
População total
- 1970→ 13.358
- 1980→ 18.533
- 1991→ 29.523
- 2000→ 31.632
- 2005→ 32.968
- 2008→ 35.507
- 2010→ 35.809
- 2012→ 37.879
- Fonte: IBGE.

## Infraestrutura
- 91% das casas urbanas são ligadas à rede elétrica da CEMIG.
- 95% do esgoto de Várzea da Palma é Coletado.

### Educação
Instituições de ensino superior
- IFNMG Instituto Federal do Norte de Minas Gerais
- Senac
- UNIP
- UNITINS
- Unimontes
- Uniasselvi
- ANHANGUERA
- UNIPAC

### Instituições de ensino técnico
- Senai - Serviço Nacional de Aprendizagem Industrial
- Colégio Monsenhor Damato

### Hospitais
- Hospital Adolf Hensch
- Hospital Microrregional e Pronto Socorro

## Turismo

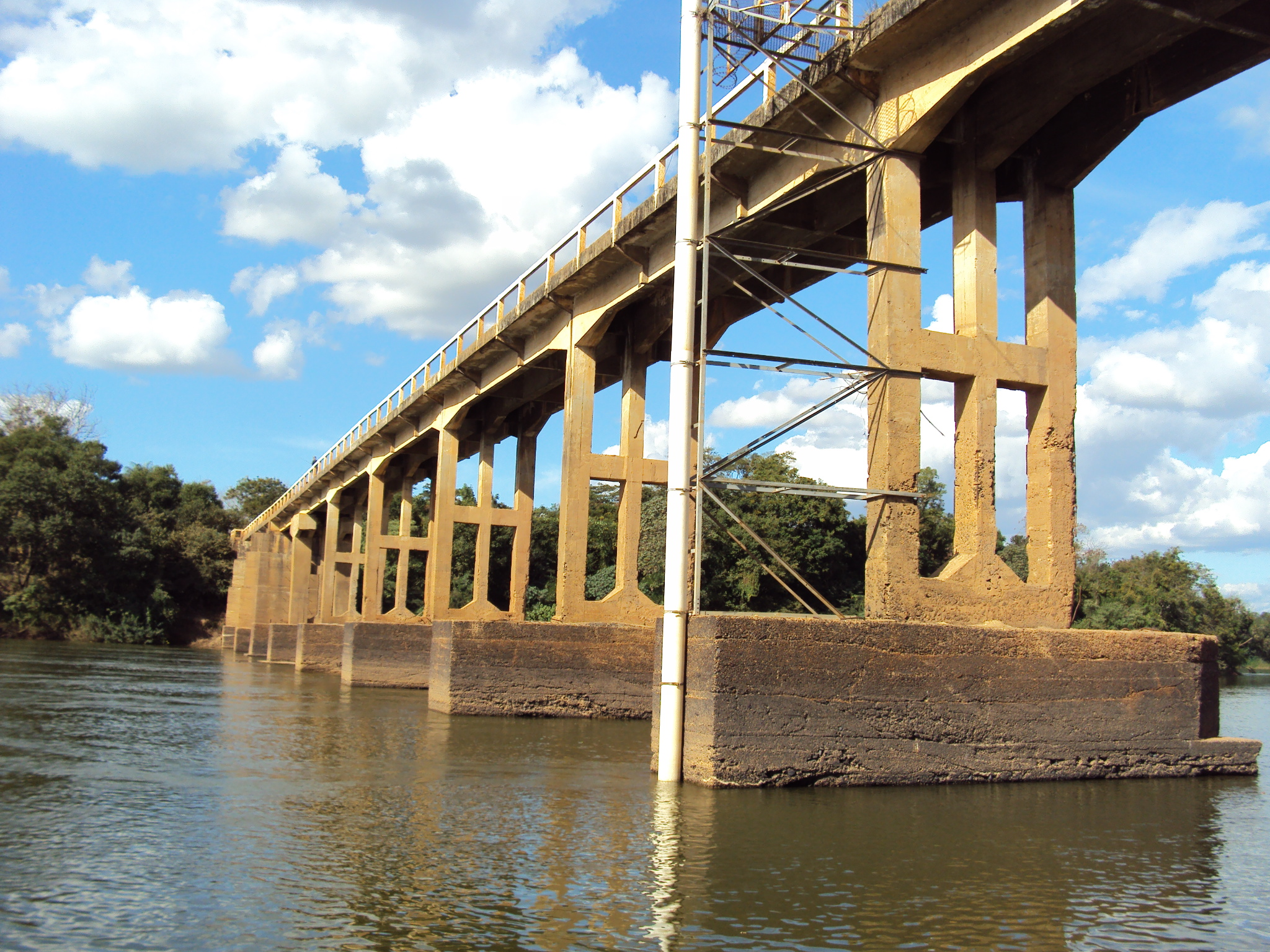
Ponte construída em 1928

- Ponte sobre o Rio das Velhas construída em 1928.
- Igreja de pedra na Barra do Guaicuí.
- Lagoa da Olaria, considerada como um dos berçários da vida aquática do Rio das Velhas.
- Serra da Piedade.
- Serra do Cabral.

### Turismo urbano
- Praça Frei Jorge - centro

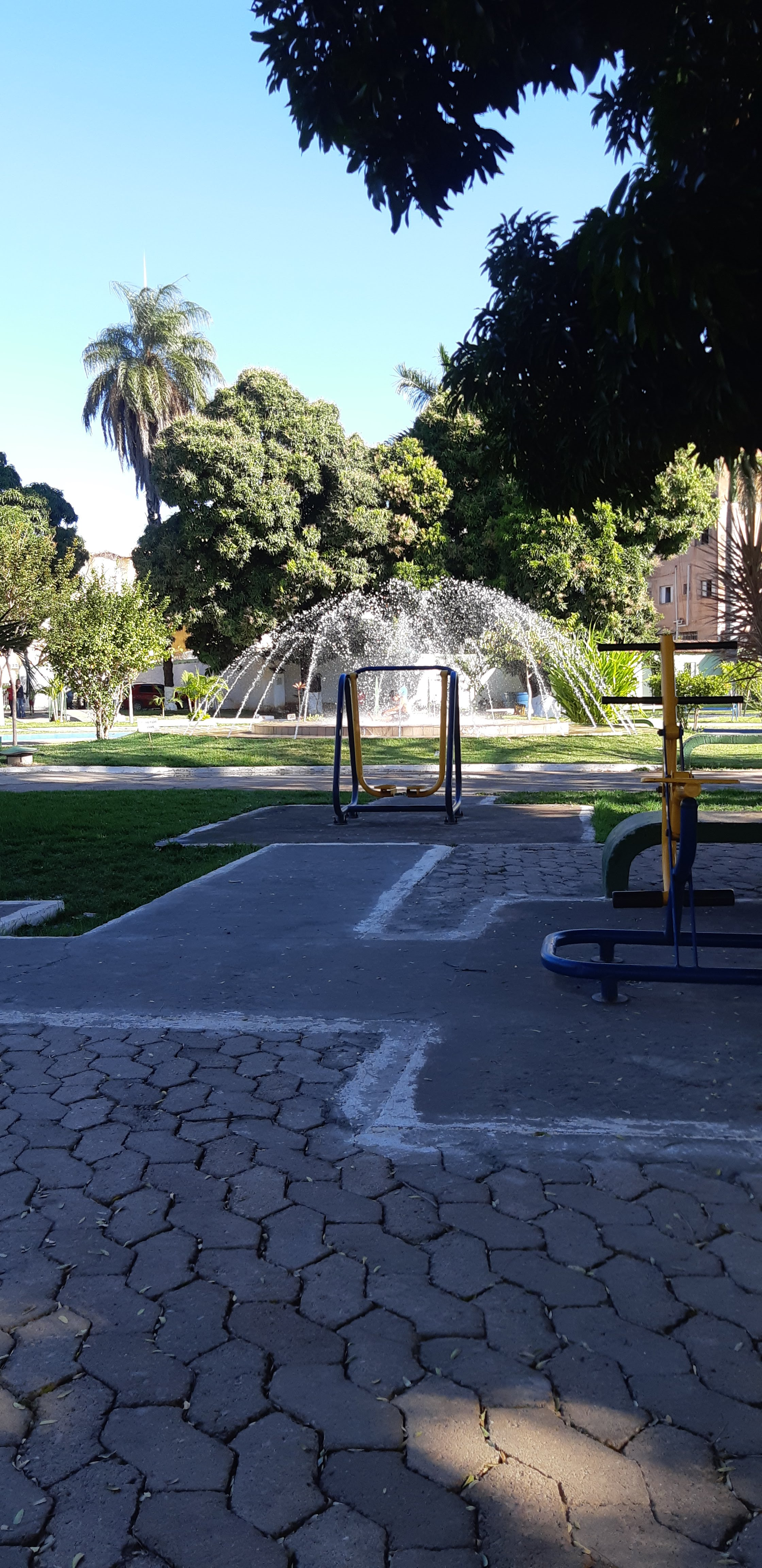

- Ilha da Saúde Dalton Saraiva- centro
- Praça de Eventos - centro.
- Cristo Redentor na serrinha.
- Busto de Fernão Dias Paes na Barra do Guaicuí.
- Casa da cultura localizada na Estação Ferroviária de Várzea da Palma, construída em 1909 - centro.

### Festas populares
- No dia 31 de dezembro acontece o Réveillon da Palma na Praça de Eventos.
- O Forró da Palma é umas das maiores festas populares do país.[carece de fontes?] Normalmente ela é realizada no último final de semana do mês de julho na praça da estação conhecida como "Praça de Eventos" no centro da cidade.

Em 2011 foram mais de 100 mil pessoas no Forró da Palma.

## Transporte

### Rodoviário
Principais rodovias que servem ao município:
- BR-365
- BR-496

### Ferroviário
Principal ferrovia que corta o município:
- Ramal de Pirapora da antiga Estrada de Ferro Central do Brasil [11]

#### Principais ruas e avenidas
- Avenida Doutor Malard - Centro
- Avenida Barão do Guaicui - Centro
- Avenida Adelino Aguiar - Centro-Pinlar
- Avenida Maximiliano Gaidzinski - Pinlar
- Avenida Brasil - Pinlar
- Avenida Alameda Lourival Boechat - Nossa Senhora de Fátima
- Rua Doutor Ensch - Centro
- Rua Esmeraldas - Centro
- Rua Aarão Reis - Centro
- Rua Anália Aguiar - Centro
- Rua Salvador Roberto - Centro
- Rua Custódio Sampaio - Jardim Itália
- Rua Tomás Antônio Gonzaga - Jardim Itália
- Rua Dr. Antônio Pinto Coelho - Centro
- Rua Joaquim Marques de Carvalho - Centro
- Rua Reinaldo Rodrigues dos Santos -Planalto
- Rua Artur Fagundes Dias - Planalto
- Rua Emboabas - Progresso-Centro
- Rua E - Distrito Industrial
- Rua Cristal - Planalto
- Praça Frei Jorge - Centro
- Rua Floriano Peixoto - Lameirão II
- Rua Ametista - Passa por três Bairros

### Aeroportos (2004)
- Administração Privada (SADA antiga - Minaço) - Pista de cascalho - Comprimento: 1 130 m; Largura: 23 m
- Administração Pública - Pista de cascalho - Comprimento: 1 100 m; Largura: 23 m

## Subdivisões

### Distrito
Barra do Guaicuí

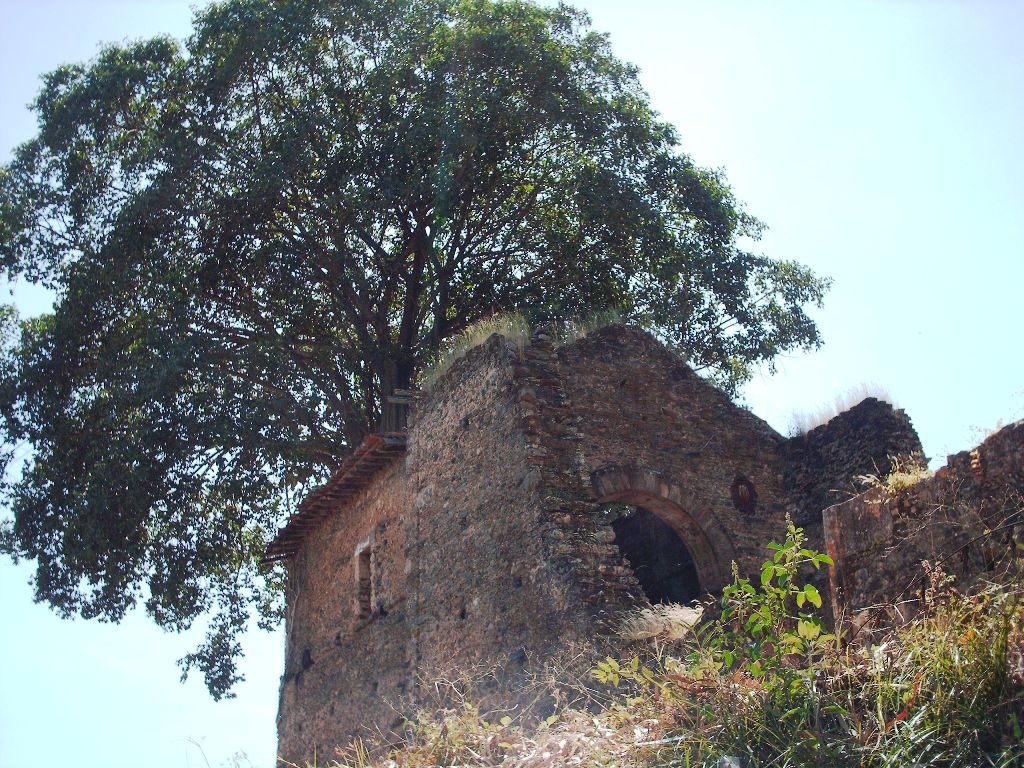
Distrito de Barra do Guaicuí.

A Barra do Guaicuí está às margens do Rio São Francisco e do Rio das Velhas. Possui uma população superior a 3.000 habitantes.

### Povoados
- Buritis das Mulatas
- Buriti da Porta
- Pedra Santana
- Porteiras
- Chapadinha
- Carmo Cachoeira Água Branca
- Bananal
- Piedade
- Placa do Queijo
- Ilha do Boi
- Lagoa Grande
- Ilha do Engenho

### Bairros
- Caiçara
- Caiçara II
- Centro
- Cidade Nova
- Conjunto Palmas
- Distrito Industrial
- Eldorado
- Jardim América
- Jardim América II
- Jardim Itália
- Jardim Itália II
- Jardim Palmeiras
- Jose Evangelista
- Lameirão
- Lameirão II
- Morada do Sol
- Nova Esperança
- Novo
- Novo Buritis
- Novo Progresso
- Novo Alambique
- Nossa Senhora de Fátima
- Palmas
- Paulo VI
- Pedras Grandes
- Pinlar I e II
- Planalto
- Princesa
- Princesa II
- Progresso - centro
- Serrinha

## Principais rios
- Rio das Velhas
- Rio Jequitaí
- Rio São Francisco

## Mídia
Rádio e televisão
Não há emissoras de televisão aberta com geração em Várzea da Palma, apenas retransmissoras de canais gerados em outras cidades:
Emissoras de televisão abertas:
- SBT
- TV ALMG
- Rede Record
- Rede Minas
- Rede Globo
- Canção Nova

Rádios:
- Rádio Guaicuí - 99.5 FM
- Rádio América - 104,9 FM